# Karmaskaly
Karmaskaly (in russo Кармаскалы?; in baschiro Ҡырмыҫҡалы) è un villaggio della Russia europea orientale, situato nella Repubblica autonoma della Baschiria; appartiene al rajon Karmaskalinskij, del quale è il centro amministrativo.
È situato sul fiume Karlaman (affluente della Belaja), 39 km a sud della città di Ufa.